# Публій Мінуцій Авгурін
Пу́блій Міну́цій Авгурі́н (лат. Publius Minucius Augurinus; ? — 453 до н. е.) — політичний, державний і військовий діяч Римської республіки, консул 492 року до н. е.

## Біографія
Походив з давнього роду Мінуціїв, його патриціанської гілки Авгурінів. Про батьків, дитячі роки його відомостей не збереглося. Мав рідного брата Марка, консула 497 і 490 років до н. е.
У 492 році до н. е. його було обрано консулом разом з Титом Геганієм Мацеріном. Того року Римська республіка вела військові дії з містом-державою Вейї, племенами вольськів, еквів та сабінянами. Супротивник блокував усі шляхи, що спричинило нестачу в Римі їжі, зрештою у місті розпочався голод. Тит Генуцій та його брат Луцій закупили зерно в Етрурії і на Сицилії. Втім вони почали його продавати втричі дорожче для плебеїв, намагаючись повністю підкорити останніх, змусивши через голод визнати залежність від патриціїв, а після цього підняти політичну вагу сенату. Все це викликало невдоволення плебсу, який виступив проти патриціїв. Поразки у війні вдалося уникнути лише тому, що у вольськів виникла тяжка моровиця. Додаткові римські колоністи були відправлені до міста Велітра, а в Норбі була створена нова римська колонія.
Про подальшу долю  Публія Мінуція Авгуріна з того року згадок немає.

## Родина
- Сини:

- Луцій Мінуцій Есквілін Авгурін, консул-суфект 458 року до н. е.
- Квінт Мінуцій Есквілін, консул 457 року до н. е.